# Le Cri de Paris
Ne doit pas être confondu avec Les Cris de Paris ou Cris de Paris.
Pour les articles homonymes, voir Cri.
Le Cri de Paris est un périodique hebdomadaire politique et satirique français fondé par Alexandre Natanson en janvier 1897. Lié en ses débuts à La Revue blanche, cet organe de presse disparut en juin 1940.

## Histoire

### Fondation

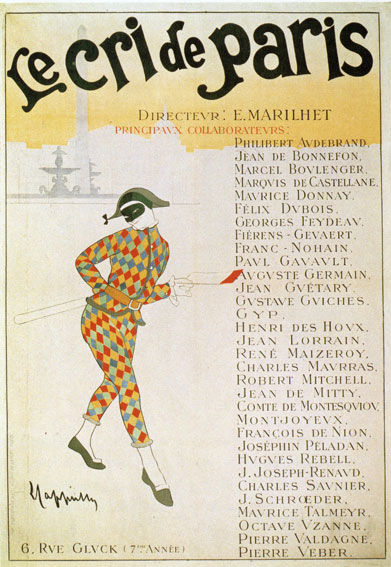
Affiche (1901) pour Le Cri de Paris conçue par Leonetto Cappiello qui fit ses débuts dans cette revue.

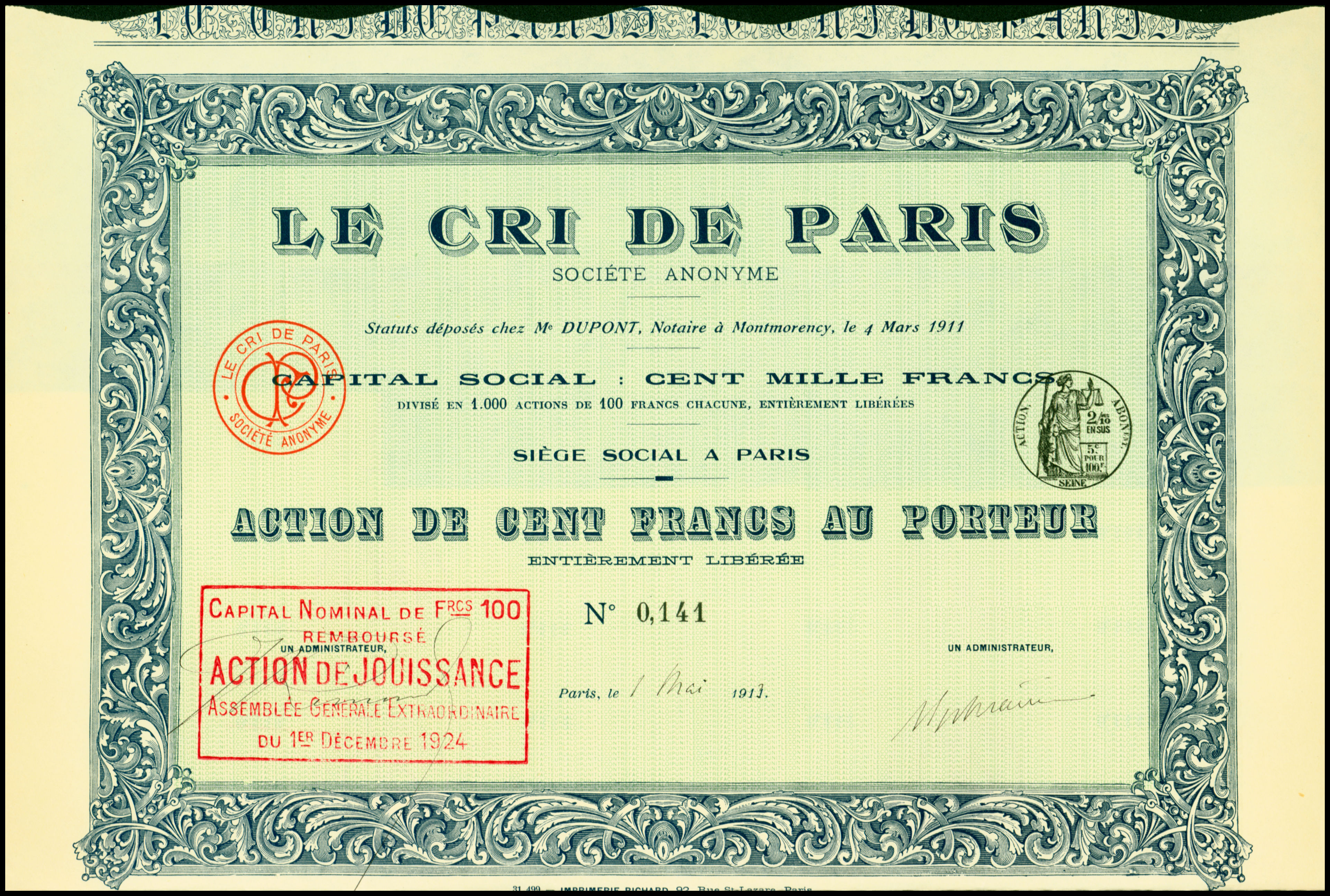
Action de Le Cri de Paris SA en date du 1 mai 1913.

En janvier 1897, l'aîné des frères Natanson, Alexandre (1867-1936), un avocat, décide de soumettre aux lecteurs de La Revue blanche un nouvel hebdomadaire contenant quelques caricatures et des textes proposant un retour sur l'actualité. Ce n'est que le 7 février suivant que Le Cri de Paris annonce la couleur et sort son deuxième numéro muni cette fois de son bandeau rouge supérieur sur lequel s'étale le titre typographié, code graphique qui restera inchangé pendant plus d'un demi-siècle. La Revue blanche avait précédemment produit en ses colonnes un supplément humoristique illustré, « Le Chasseur de chevelures », dirigé par Tristan Bernard. Le Cri de Paris peut être regardé comme le supplément politique hebdomadaire de cette dernière, du moins jusqu'à la fin 1901. Par son contenu, il anticipe en quelque sorte ce que sera Le Canard enchaîné. 
Publié le dimanche au prix de 30 centimes pour 16 pages en noir et blanc, Le Cri de Paris contient principalement des textes illustrés de quelques vignettes dessinées par des artistes. Le ton des premiers numéros est résolument dreyfusard et anticolonialiste (la « barbarie internationale » selon Hermann-Paul), tranchant avec la plupart des magazines de cette époque. Sur le plan politique, la revue va évoluer après 1904 vers le centre-droit, mais en attendant, elle suit une ligne réformiste : le prix, relativement élevé, cherche à capter un public aisé et cultivé. Durant les premiers mois du Cri de Paris, Thadée Natanson fit insérer à l'intérieur des ouvrages publiés par les éditions de la Revue blanche le message suivant : « Le Cri de Paris demande à ses lecteurs de l'aider à combattre les abus, grands et petits, dont le public a tous les jours à souffrir ». En février 1898, les deux organes de presse mobilisaient leurs lectorat par une protestation contre l'emprisonnement du capitaine Dreyfus, demandant la révision du procès, soutenant le J'accuse d'Émile Zola, s'étonnant qu'il fut seul contre tous et que l'ensemble des universitaires, perdant la raison, se soit rangé sous l'avis de « l'opinion bottée ».  
Le Cri de Paris propose donc dans un premier temps de revenir, en apparence seulement, non sans ironie et mordant, sur les rumeurs qui circulent en ville, les potins liées au monde du spectacle, aux mondanités, mais en définitive ce sont les excès que provoquent la politique et l'argent qui sont visés, et ce, sans prendre parti sinon contre la bêtise : certains articles furent d’ailleurs censurés. Sa devise étant « Tout savoir et tout dire », cette ligne fondée sur la transparence et la clairvoyance explique sans doute sa longévité.
La couverture présente juste un dessin imprimé au départ selon un procédé chromolithographique (en 2 ou 3 couleurs) développé par Paris-Arts. Les premiers illustrateurs sont Félix Vallotton et Zyg Brunner, des fidèles de La Revue Blanche.

### Évolution

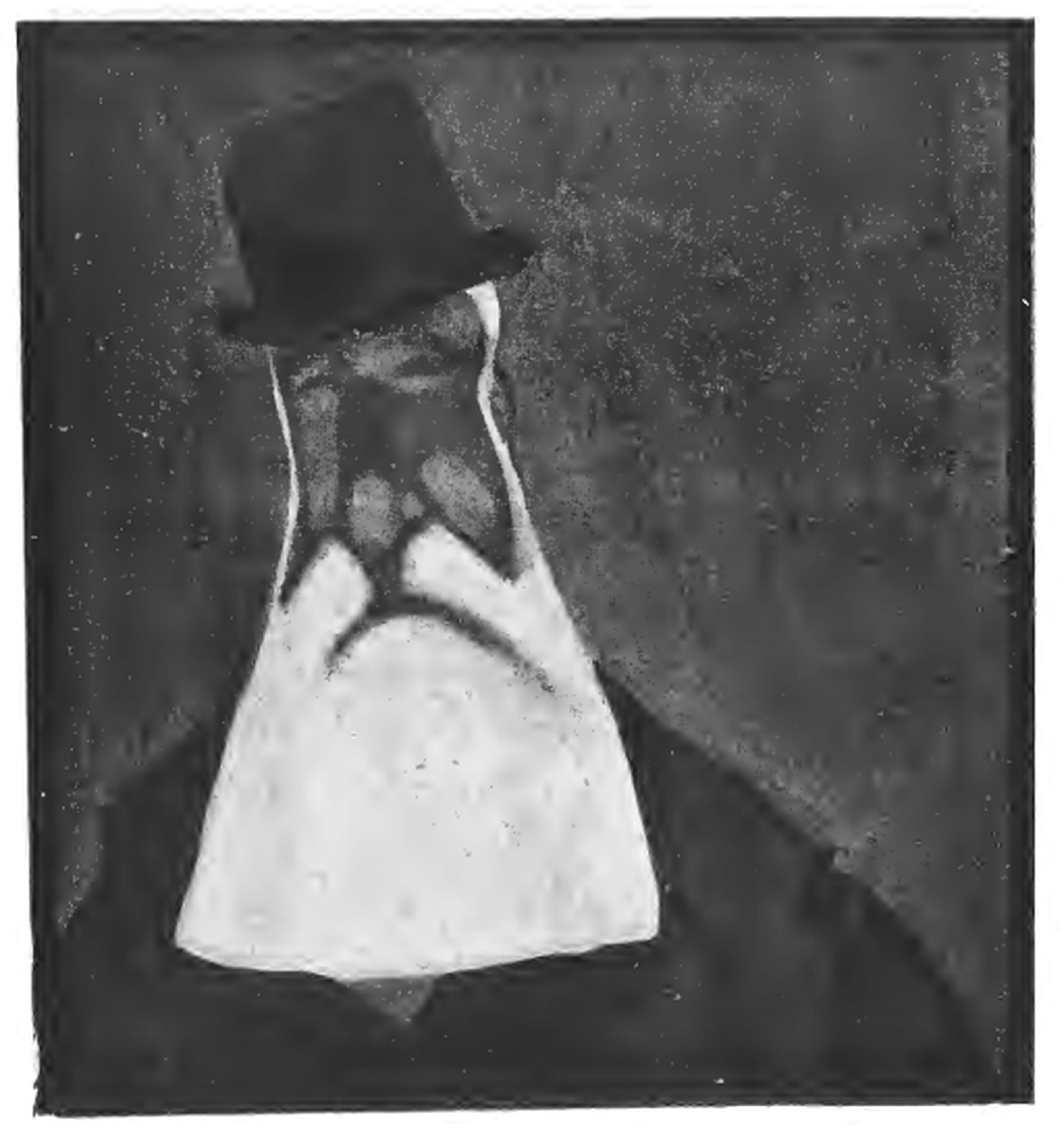
Dessin du roi Léopold II des Belges par 'Léal da Camara', pour le magazine politique français, 'Le Cri de Paris'.

Dans un premier temps, Natanson nomme comme directeur Jacques Saint-Cère qui meurt en mai 1898 après avoir lutté plusieurs mois contre la maladie : journaliste politique, Saint-Cère avait été rejeté du milieu de la presse durant l'affaire Max Lebaudy (janvier-mars 1896). La décision d'Alexandre de l'accueillir heurta le parquet qui lui demande alors de démissionner du barreau. Saint-Cère prend comme secrétaire Maurice Donnay : tous deux alimentent les colonnes du journal grâce à un cercle de fidèles comme Gyp ou Séverine, avec pour chevaux de bataille la révision du procès Dreyfus, les excès du colonialisme et les mensonges des politiques.
Jean de Mitty (1868-1911) prend ensuite le relais : il avait été introduit à la Revue blanche en 1895 par Stéphane Mallarmé : il a pour tête de turc le président Félix Faure. Le Cri publie une quantité importante de notes non signées : Félix Fénéon aurait contribué, ainsi que Jules Renard. 
Alexandre Natanson tombe gravement malade en 1901. Il décide alors de vendre son titre au financier Paul Dollfus (1867-1949) qui recrute Ernest Marilhet. Cette même année, une affiche publicitaire conçue par Leonetto Cappiello (dont c'est le premier travail) montre une liste impressionnante de contributeurs comme Georges Feydeau, Jean Lorrain, Charles Maurras, Robert de Montesquiou, Joséphin Peladan, Hugues Rebell, Octave Uzanne, etc., qui sont également des collaborateurs de la revue littéraire dirigée par Thadée Natanson, et auxquels il faut ajouter André Gide.
En mai 1904, Marilhet meurt à son tour et Dollfus nomme le professeur et dramaturge Armand Ephraïm (1852-1935) au poste de directeur, responsabilité qu'il tient jusqu'à sa mort. 
Fidèle au quartier de la presse parisienne, la revue y connut plusieurs adresses : elle s'installe d'abord au 23 rue de Choiseul, puis au 6 rue Gluck et enfin au 18 boulevard Montmartre.
En 1912, Dollfus introduit la revue en Bourse pour un capital nominal de 100 000 francs : il promet de garder le parti de l'indépendance et de la neutralité objective.
Le Cri de Paris poursuit sa route durant les années 1920-1930. Après la mort d'Ephraïm, c'est Georges-Michel qui en prend la direction. Il signe le dernier éditorial une semaine avant l'entrée des forces armées allemandes dans Paris, le 6 juin 1940, avec le numéro 2253.

## Contributeurs récurrents
- Zyg Brunner
- Leonetto Cappiello
- Édouard Couturier
- Paul Diffloth (Pierre de Trévières, 1873-1951)
- César Giris
- Urbain Gohier (1904-1905)
- Augustin Grass-Mick
- Hermann-Paul
- Henri-Gabriel Ibels
- Sem
- Auguste Roubille
- Sancha
- Jehan Testevuide
- Félix Vallotton

### Expositions
- La Revue blanche et le Cri de Paris, exposition du 24 octobre au 10 novembre 2007, église de la Madeleine, Paris.

#### Anciens numéros sur Gallica
- 1913-1940 : lire en ligne.